# HMS Captain (1869)
HMS Captain (1869) (по-русски Кэптен, Кептен) — броненосец британского флота. На момент ввода в строй в 1870 году был одним из наиболее мощных кораблей этого класса в мире (а возможно, и самым мощным). Корабль был спроектирован и построен под руководством известного кораблестроителя Купера Фипса Кольза в значительной степени под влиянием взглядов английской общественности на развитие военно-морских сил.
Серьёзные теоретические ошибки и конструктивные просчёты, допущенные в проекте, привели к очень существенной перегрузке корабля и, как следствие, — плохой остойчивости. Из-за перегрузки броненосец, пробыв в строю чуть больше 4 месяцев, перевернулся и затонул в Бискайском заливе в ночь с 6 на 7 сентября 1870 года почти со всем экипажем, что стало одной из крупнейших катастроф на Королевском флоте в мирное время. Гибель «Кэптена» оказала важное воздействие на дальнейшее британское и, в целом, мировое военное кораблестроение.

## История проекта

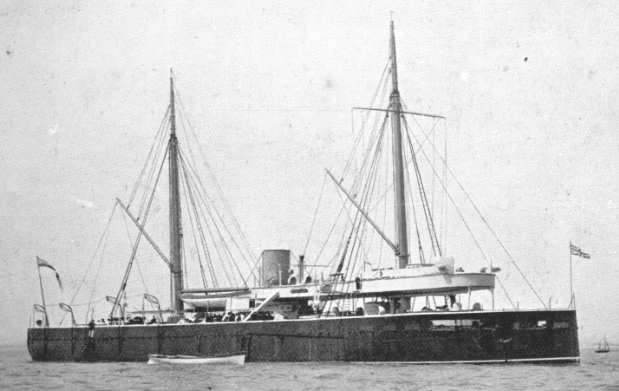
«Принц Альберт» — первый в британском флоте башенный корабль специальной постройки, с башнями по проекту Купера Ф. Кольза

Конец 1850-х — начало 1860-х годов были временем революционных изменений в военно-морском деле и военном кораблестроении в связи с переходом от парусных деревянных кораблей к паровым броненосным. При этом среди кораблестроителей велась интенсивная дискуссия как о типах сооружаемых броненосцев, так и об оптимальной установке корабельной артиллерии. Весьма перспективной представлялась монтировка бронированных орудийных башен — идея, которую одним из первых реализовал британский конструктор капитан Купер Фипс Кольз. Он запатентовал вращающуюся орудийную башню собственной конструкции в 1859 году, став, возможно, пионером в этом вопросе.
Кользу удалось убедить в преимуществах своей концепции нескольких влиятельных персон (среди них был и принц-консорт Альберт). Влияние Альберта стало решающим доводом в пользу постройки броненосца «Принц Альберт» с двухорудийными башнями конструкции Кольза. Другой новаторской идеей конструктора стало переоборудование в башенный броненосец деревянного линейного корабля «Ройял Соверен». Оба корабля, благодаря башенной артиллерии, обладали высокой огневой мощью и способностью быстро перенацеливать орудия (в отличие от современных им казематных броненосцев), но вместе с тем имели неудовлетворительную мореходность, очень низкий надводный борт и плохую остойчивость. Эти недостатки были устранены на кораблях, строившихся по другим проектам, хотя Кольз решительно возражал против идеи слишком высокого, по его мнению, размещения орудийных платформ. Однако, например, башенный рангоутный броненосец «Монарх» с высоким бортом показал, в отличие от броненосцев Кольза, хорошие мореходные качества при той же боевой мощи.
Тем не менее, идея создания башенного броненосца с полным парусным вооружением оставалась крайне актуальной — в силу недостаточного ещё уровня развития машиностроения паруса требовались в качестве дополнения к ненадёжным и относительно слабым паровым машинам. Поэтому Кольз настаивал на дальнейшей постройке мореходного, рангоутного башенного корабля с небольшой высотой надводного борта. Конкретно, его замысел сводился к тому, чтобы броненосец имел высоту надводного борта 3,4-3,3 м, башни с самыми тяжёлыми орудиями и круговым обстрелом, а также тяжёлые треногие мачты с полной парусной оснасткой. Авторитет конструктора был столь высок, что ему удалось склонить на свою сторону Первого лорда адмиралтейства Хью Чайлдерса и часть членов Совета адмиралтейства. Важное значение имела также развернутая Кользом дискуссия в прессе, в которой он сумел доказать свою правоту перед мнением общественности.
По итогам этого спора Чайлдерс дал добро на постройку нового башенного броненосца (будущего «Кэптена») по проекту Кольза и под его личным руководством. Сомнения в этом новом проекте среди конструкторов и офицеров были значительными — так, главный конструктор Королевского флота Эдвард Рид (автор проекта «Монарха») выразил категорическое несогласие с проектом, указывая, что остойчивость корабля будет ухудшена слишком большим весом, расположенным недопустимо высоко. Башенный рангоутный корабль Рид считал анахронизмом и даже отказался одобрить чертежи, ограничившись наложением на них резолюции «не возражаю» (англ. not objected to).
Корабль получил название в честь корабля, участвовавшего в сражении при Сен-Винсенте (1797 год) под командованием адмирала Нельсона. Он стал шестым и последним британским кораблем с таким названием.

## Постройка

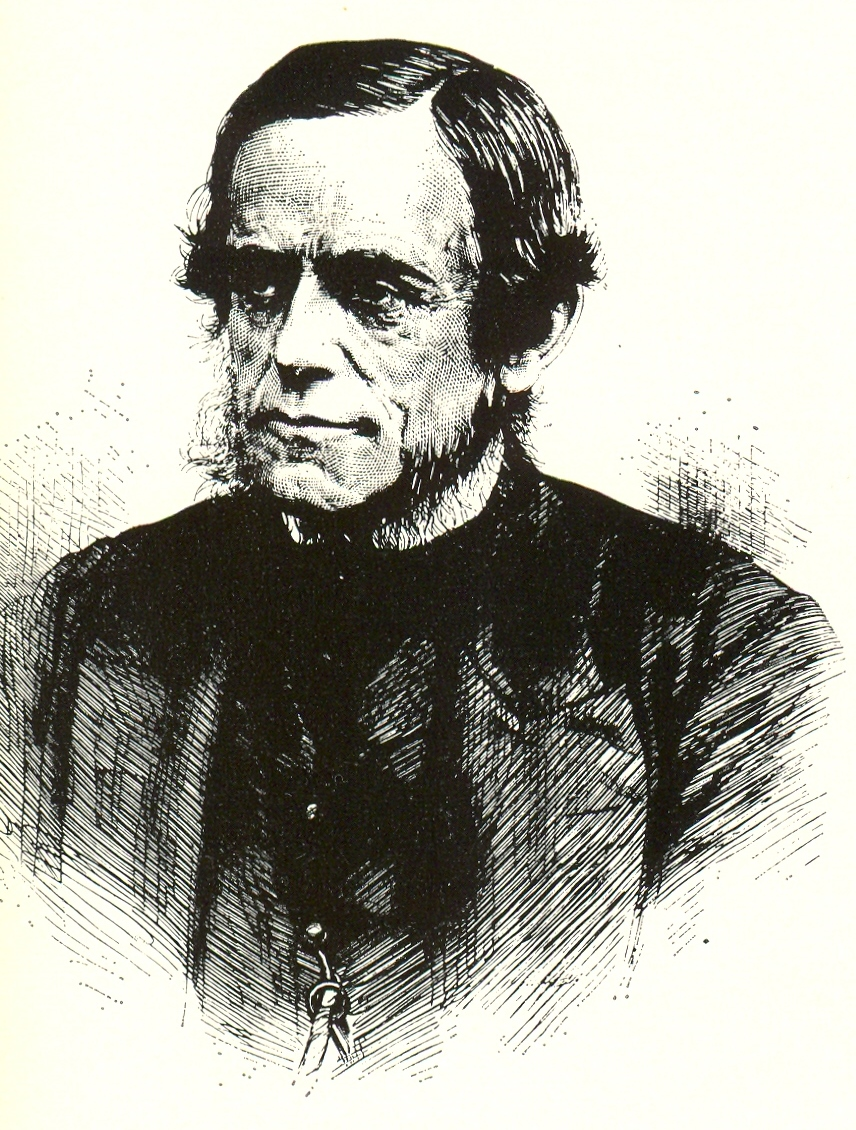
Капитан первого ранга Купер Ф. Кольз (1819—1870), автор проекта «Кэптена», погибший вместе с ним

Из списка возможных фирм-строителей, который Адмиралтейство представило Кользу, конструктор выбрал фирму «Лэрдз» в Биркенхеде. Контракт на постройку броненосца был подписан с фирмой в феврале 1867 года.
Общий облик броненосца был весьма своеобразен. Понизив общую высоту борта, Кольз решил придать броненосцу максимально возможное парусное вооружение, которое должно было сочетаться с наличием двух орудийных башен. Однако для артиллерии в башнях требовались больши́е углы обстрела, чему могли очень мешать мачты (на «Кэптене» были три треногие мачты) и такелаж, поэтому конструкторы вышли из положения, положив поверх башен узкую, шириной всего 26 футов (7,9 м), навесную палубу в виде мостика, шедшего с носа до кормы. Таким образом, верхняя палуба, на которой размещались башни, оставалась минимально загромождённой, а все работы с такелажем осуществлялись на навесной палубе, которая иногда называлась «ураганной» (англ. hurricane deck). Это остроумное решение, однако, привело к ещё большему повышению центра тяжести корабля. На корабле был и полубак, и полуют, что, однако противоречило концепции Кольза, который непременно стремился обеспечить башням наибольший возможный угол обстрела.
Почти с самого начала постройки стало ясно, что корабль получается намного более тяжёлым, чем по проекту (что в те годы было частым явлением). Как только броненосец был спущен на воду 27 марта 1869 года, оказалось, что его осадка превышает проектную на 13 дюймов (33 см). Это показало, что скептики во главе с Ридом были правы. Более того, Рид уже тогда предсказывал, что кораблю потребуется экипаж не в 400, а примерно в 500 чел., а в таком случае его осадка возросла бы ещё сильнее. После спуска «Кэптена» на воду Рид назвал броненосец «крайне небезопасным» («utterly unsafe»). В значительной степени проблемы с кораблём были вызваны недостаточным контролем со стороны самого Кольза, который вдобавок, долгое время не мог следить за работами из-за болезни, так как не присутствовал ни на одном проектном совещании. Поэтому броненосец, который и так был перегруженным по проекту, оказался перетяжелён ещё сильнее.
По проекту Кольза высота надводного борта должна была быть немного больше 8 футов 6 дюймов (2,6 м), однако эту высоту уменьшили до 6 футов 8 дюймов (2 м) — вероятно, по ошибке составителя чертежей. Общая перегрузка составила 731 тонну (а специалисты фирмы Лэрдз указывали даже на 830—860 т), но самым опасным было то, что основная часть этой лишней нагрузки пришлась на высоко расположенные части (рангоут и навесную палубу). Специалисты фирмы «Лэрдз» подсчитали, что броненосец может выдержать крен всего в 21 градус, после чего обязательно перевернётся. Но уже крена в 14 градусов было достаточно, чтобы срез палубы оказался вровень с поверхностью воды.
Водоизмещение «Кэптена» по проекту приближалось к 7000 т — это был, по меркам тех лет, очень крупный тоннаж для боевого корабля, но тем не менее, по водоизмещению новый броненосец далеко уступал некоторым громадным британским броненосцам, таким, как 11000-тонные «Нортумберленд» или «Минотавр». Новый броненосец обошёлся казне в 335,5 тыс. фунтов стерлингов.

### Вооружение
Главный калибр «Кэптена» был представлен четырьмя 12-дюймовыми (305-мм) (в английском флоте в те годы была принята номенклатура орудий по весу их ствола, поэтому данная модель называлась 25-тонным орудием). Они были монтированы на железных лафетах, сконструированных Кользом, и снабжены гидравлической противооткатной системой. Орудия были размещены по два в двухорудийных башнях конструкции Кольза, установленных на шаровых катках. Башни имели цилиндрическую форму, их внешний диаметр был 27 футов (8,23 м).

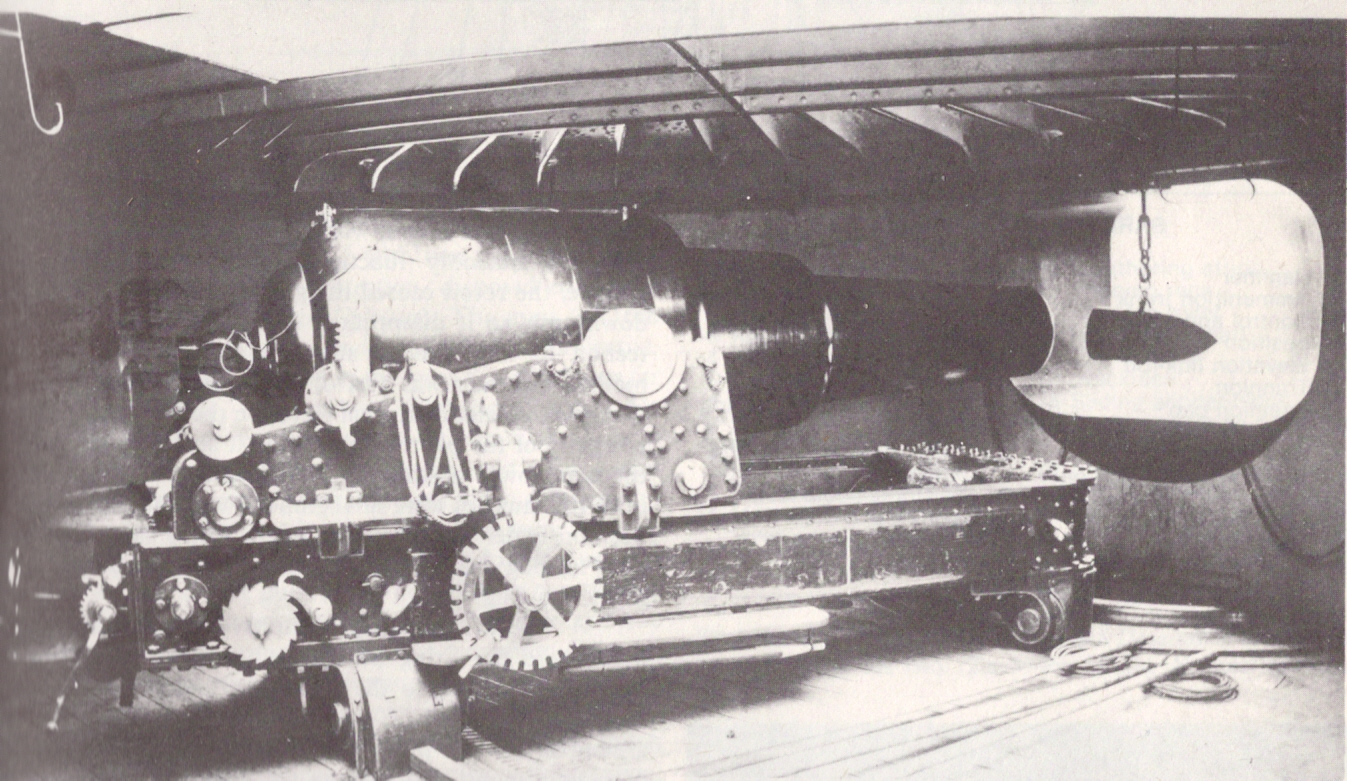
12-дюймовое 25-тонное орудие той же системы, что были установлены на «Кэптене», в каземате британского броненосца «Хотспур»

Орудия, считавшиеся мощнейшими в британском флоте, были нарезными, но — как и все британские тяжёлые морские пушки тех лет — заряжались с дула, для чего башни каждый раз после выстрела поворачивались вдоль оси корабля и снаряд досылался с дула с помощью гидравлического прибойника. Основным видом снаряда был бронебойный, весом 600 и 608 фунтов (272,2 и 276 кг). Скорострельность этих орудий была невысокой, хотя для того времени обычной — 1 выстрел в 2,6 минуты максимум, начальная скорость снаряда — 396,2 м/с при заряде в 70 фунтов чёрного пороха (31,8 кг). Считалось, что броненосец получил самое мощное артиллерийское вооружение из когда-либо устанавливавшегося на корабле до 1870 года (российский башенный броненосец «Пётр Великий», заложенный в 1869 году, был также вооружен четырьмя 12-дюймовками, но вошёл в строй на несколько лет позже «Кэптена»).
Меткость 12-дюймовых орудий, установленных на «Кэптене», равно как и других тяжёлых орудий того времени, оставляла желать много лучшего. Во время своего последнего выхода в море «Кэптен» провёл учебные стрельбы у Виго и вместе с двумя другими броненосцами произвёл 12 выстрелов по скале, размером и формой примерно напоминавшей корабль. С дистанции в 1000 метров корабли добились только 1 прямого попадания.
Вооружение корабля дополняли два 178-мм орудия (именовавшиеся тогда 6,5-тонными), установленные открыто в носу и корме, так, чтобы иметь возможность ведения огня вдоль продольной оси корабля. Эти орудия стреляли 112-килограммовыми снарядами с начальной скоростью 403,7 м/с.
«Кэптен», как и все броненосцы того времени, был оснащён тараном, который, согласно существовавшим в те годы воззрениям на военно-морскую тактику, считался едва ли не более значимым оружием, чем орудия главного калибра.
Коечные сетки (особого устройства ящики вдоль борта, в которые укладывались койки личного состава, свёрнутые в тугие коконы) были установлены таким образом, чтобы служить прикрытием для стрелков на случай абордажного боя, возможность которого в 1860-70-е годы считалась для броненосцев вполне вероятной. На корабле были также установлены пусковые установки ракет.

### Машины
На броненосец были установлены две паровые машины фирмы Лэрдз с двумя цилиндрами каждая. Суммарная мощность достигала 5772 индикаторных л. с. Запас угля был 500 тонн, хотя Кольз первоначально настаивал на 1000 т.
Конструкторы остановились на схеме с двумя гребными винтами, в отличие от более распространённой в 1860-е годы одновинтовой схемы. Это было вызвано в первую очередь стремлением обеспечить кораблю подвижность на случай, если один из винтов или гребных валов будет повреждён, к тому же при наличии двух винтов корабль мог управляться машинами при выходе из строя рулевого управления. Двухлопастные винты были диаметром 17 футов (5,18 м).
Корабль нёс не меньше парусов, чем у деревянного линейного корабля первого ранга — 4645 м² (33000 кв. футов). Три тяжёлых мачты с таким количеством парусов негативно влияли на без того неудовлетворительную остойчивость, на что указывал Эдвард Рид.

### Корпус и бронирование

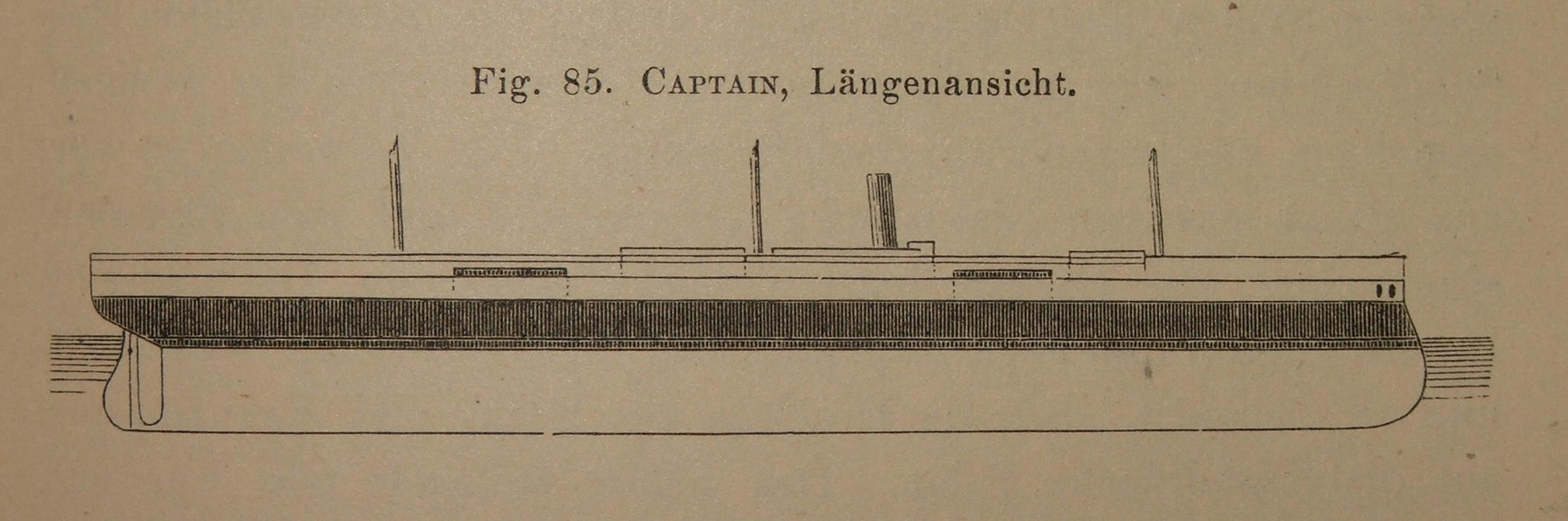
Схема бронирования «Кэптена». Рисунок из немецкого справочного издания 1881 года.

Корабль был разделен на 7 водонепроницаемых отсеков. Каждая из башен вместе с подбашенным отделением (с механизмом вращения) и погребами боезапаса представляла собой отдельный отсек.
Броненосец обладал полным броневым поясом (то есть шедшим по всей длине корпуса по ватерлинии, который, в свою очередь, был длиной 320 футов или 97,5 м) толщиной 7 дюймов (178 мм) с деревянной подкладкой из 12-дюймового слоя тика, за которой располагался слой железа в 1,5 дюйма (38 мм). Напротив башен пояс на протяжении 80 футов (24,4 м) утолщался до 8 дюймов (203 мм). Верхняя палуба, на которой располагались башни, была защищена полуторадюймовой броней с 1-дюймовой железной подкладкой, а сверху покрыта 6-дюймовым (152 мм) дубовым настилом. Башни были защищены броневыми плитами толщиной на лобовой части в 10 дюймов и 9 дюймов — в остальной части (254 и 229 мм соответственно).

## Испытания и приёмка
На первых же испытаниях в феврале 1870 года было установлено, что корабль перегружен даже сильнее, чем предполагалось и имеет осадку уже на 22 дюйма (57 см) больше проектной. Высота надводного борта составила всего лишь 6 футов 7 дюймов (около 2 м), что породило самые серьёзные сомнения в пригодности броненосца к плаваниям. Помощник главного конструктора даже поставил вопрос, может ли корабль вообще быть принят комиссией при наличии столь бросающихся в глаза конструктивных изъянов. Тем не менее, 30 апреля 1870 года броненосец официально вступил в строй в составе Ла-Маншской эскадры. Командование им, как лучшим кораблем флота, было поручено одному из наиболее способных и многообещающих офицеров, кавалеру креста Виктории, капитану первого ранга Хью Бергойну.
Во время спуска на воду произошёл инцидент, который был воспринят многими, как чрезвычайно плохое предзнаменование — при поднятии на броненосце военно-морского флага по какой-то причине флаг оказался перевёрнутым.
В мае во время второго выхода в море (в Бискайский залив) «Кэптен» провел стрельбы из башенных орудий, которые, невзирая на сильное волнение, прошли без затруднения. Броненосец под парусами маневрировал прекрасно, легко обгоняя «Монарха» и даже выдержал без проблем сильный шторм. Этот поход заставил даже скептиков, с предубеждением относившихся к мореходным качествам «Кэптена», изменить свою точку зрения, тем более, что на испытаниях «Кэптен» достиг скорости почти 14,2 узла и стал одним из самых быстроходных броненосцев своего времени.

## Общая оценка проекта

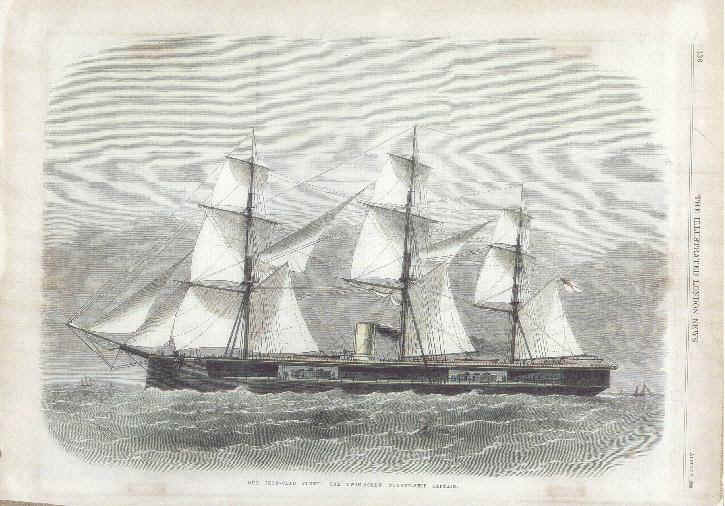
Изображение «Кэптена» из серии «Наш броненосный флот» издания «Иллюстрейтед Лондон ньюс», август 1869 г.

В целом же, несмотря на все недостатки, «Кэптен» считался очень мощным кораблем, намного превосходившим любой из английских броненосцев конца 1860-х — начала 1870-х годов. По мнению многих британских офицеров, «Кэптену» не было равных не только в английском флоте, но и вообще во всем мире. Возможно, это было преувеличением, поскольку британская морская артиллерия 1860-80-х годов серьёзно уступала артиллерии других морских держав (у других стран орудия были казнозарядными) — во-первых, английские дульнозарядные пушки не отличались меткостью, во-вторых, обладали слабой живучестью ствола и часто выходили из строя или даже разрывались при интенсивной стрельбе.
Как бы там ни было, с постройкой «Кэптена» Королевский флот получил чрезвычайно мощную и современную боевую единицу, обладавшую, помимо исключительной огневой мощи, отличной скоростью хода и хорошей броневой защитой. Он считался настолько удачным кораблём, что, по мнению многих специалистов, должен был послужить прототипом будущих броненосцев. Однако «Кэптен», ввиду явно недостаточной остойчивости, больше подходил к использованию в прибрежной зоне, а не в открытом океане. Возможно, в этом случае катастрофы удалось бы избежать, но это потребовало бы переосмысления всей концепции рангоутного броненосца. Остойчивость корабля, действительно, оказалась крайне низкой и сильно уступала таковой у других современных ему броненосцев. При 14-градусном крене корпус корабля обладал спрямляющим моментом в 16,6 раз более слабым, чем у «Монарха» при таком же крене.
«Кэптен», по мнению историков, полностью соответствовал концепции Кольза и был воплощением всех его идей, за исключением наличия полубака и полуюта.

## Гибель
Третий выход «Кэптена» в море был назначен специально для всестороннего испытания корабля. Кольз решил лично участвовать в походе на борту «Кэптена», чтобы самому проверить все стороны корабля своей конструкции. В состав эскадры входили, помимо «Кэптена», ещё 7 броненосцев («Лорд Уорден», «Минотавр», «Эджинкорт», «Нортумберленд», «Монарх», «Геркулес», «Беллерофон») и 2 других корабля (винтовые фрегаты «Инконстант» и «Бристоль»). Командующий эскадрой контр-адмирал Александр Милн держал флаг на «Лорде Уордене». Эскадра пересекла Бискайский залив, 4 августа корабли зашли в Гибралтар, а 31 августа — в Виго. 6 сентября 1870 года корабли, возвращаясь в Англию, находились в 20 милях от мыса Финистерре.
23 августа, после длительных расчётов, стали известны результаты первых испытаний «Кэптена», которые, по мнению некоторых высших офицеров, свидетельствовали об опасно низкой остойчивости броненосца и могли бы помочь избежать катастрофы, если бы были доведены до тех, кто ушел в море на «Кэптене». Но к тому времени эскадра уже покинула Англию.

### События днём и вечером 6 сентября
Весь день 6 сентября адмирал Милн провёл на борту «Кэптена», инспектируя корабль и беседуя с Кользом. Было довольно сильное волнение, и броненосец кренился на подветренный (левый) борт столь сильно, что верхняя палуба заливалась волнами, причём башни погружались больше, чем на полметра. Размахи килевой качки достигали 12,5, а иногда даже 14 градусов. Адмирал обратил особое внимание на этот факт, сказав даже, что он считает опасным оставлять при такой качке полную парусность. Кольз возразил, утверждая, что этому не стоит придавать значения, поскольку подобные случаи предусматривались проектом. Кольз и командир броненосца Бергойн пригласили адмирала остаться ночевать на «Кэптене», но тот, к счастью для себя, отказался. Когда адмирал в 17:30 оставил броненосец, тот шёл под парусами, но с разведёнными пара́ми.

### Ночной шквал и исчезновение «Кэптена»

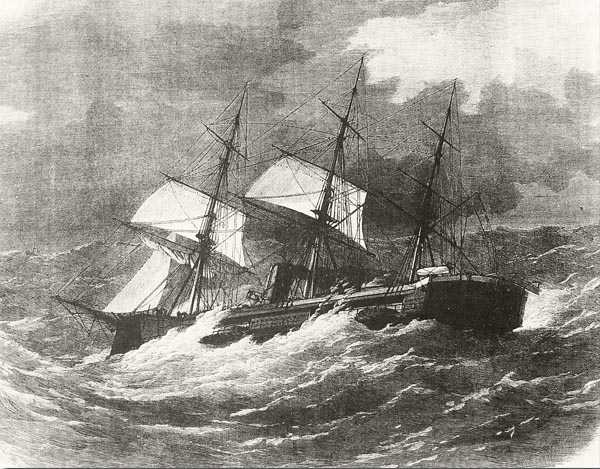
Гибель «Кэптена». Картина Уильяма Ф. Митчелла

К полуночи погода стала быстро портиться и вскоре задул сильнейший шторм с юго-запада; на эскадре убрали паруса. Высота волн, по сообщениям с кораблей эскадры, достигала 8 метров. Самым опасным было то, что направление ветра было противоположным направлению морского течения, что можно было расценивать как исключительно неблагоприятное для плавания условие.
Около полуночи адмирал Милн с «Лорда Уордена» видел «Кэптен». Он впоследствии рассказывал:
«В эту минуту «Кэптен» под парами находился позади флагманского корабля и, казалось, приближался к нему... в 01:15 корабль находился на подветренной раковине «Лорда Уордена» приблизительно на 6 R позади его траверза; марселя были частью наглухо зарифлены, частью убраны; фок был зарифлен, грот убран уже в 17:30, косых парусов я не видел. Корабль сильно кренился на правый борт, имея ветер слева. Красный отличительный огонь его был в это время ясно виден. Несколько минут спустя я опять посмотрел в его сторону, но шёл сильный дождь, и огня больше не было видно. Шквал с дождём был очень силён... В 02:15 (7-го числа) ветер несколько стих, переменил своё направление на NW и дул без шквалов; тяжелая гряда туч ушла по направлению к осту, и стали видны ясные и блестящие звёзды; месяц, дававший довольно много света, садился, но не было видно ни одного большого корабля там, где в последний раз видели «Кэптена»...
Известно, что после полуночи командир «Кэптена» Бергойн поднялся на мостик. Броненосец сильно качало. Была вызвана наверх ночная вахта и командир приказал убирать паруса. Известный британский военно-морской историк Х.Вильсон (современник гибели броненосца) подробно описал минуты, когда «Кэптен» перевернулся, опираясь на свидетельства оставшихся в живых моряков:
Во время переклички корабль сильно накренился, но снова выпрямился. Когда люди поднялись наверх, то слышали, как кэптен Бергойн приказал «отдать марса-фалы» и затем «фор- и грот-марса шкоты травить». Прежде чем люди добрались до шкотов, корабль накренился вновь, ещё сильнее. Быстро один за другим выкрикивались углы крена в ответ на вопрос кэптена Бергойна: «18°! 23°! 28°!» Крен на правый борт был так велик, что смыло несколько человек, стоявших на шкотах. Корабль в это время лежал совсем на боку, медленно переворачиваясь и содрогаясь от каждого удара, наносившегося ему набегавшими короткими волнами с белыми гребнями.
Броненосец перевернулся на ровном киле, но так быстро, что из внутренних помещений корабля выбрался только один человек, и затонул на глубине в милю в точке с координатами 42°36.9' СШ, 09°23,4' ЗД. Примечательно, что ни один из остальных кораблей эскадры не получил от шторма никаких повреждений.

### Спасшиеся члены экипажа
С броненосца спаслись только 18 человек, из которых самым старшим по званию был артиллерийский кондуктор Джеймс Мэй, оставивший ценные воспоминания о катастрофе. Ему удалось спастись лишь чудом, выбравшись через орудийный порт башни, когда броненосец уже перевернулся. Мэй оказался, таким образом, единственным, кому посчастливилось выбраться из корабельных помещений — все остальные спасшиеся были из состава ночной вахты, вызванной наверх незадолго до полуночи, и все они принадлежали к тем, кто должен был занять посты на верхней палубе и рангоуте.

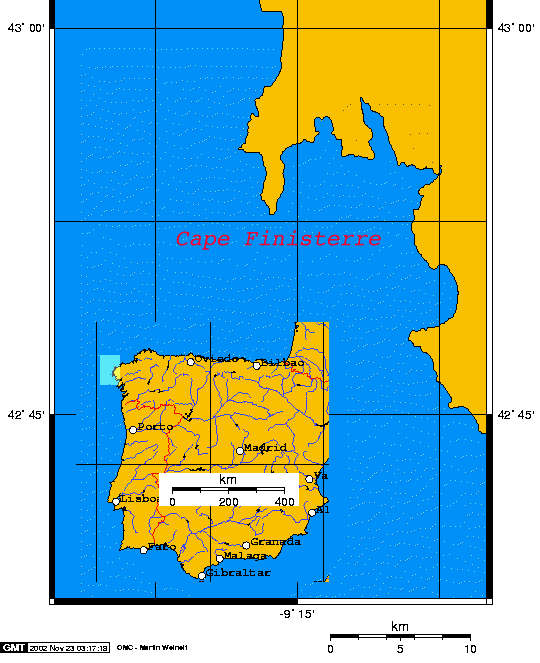
Мыс Финистерре, в 20 милях к западу от которого перевернулся «Кэптен»

После опрокидывания корабля нескольким людям удалось забраться в плававшую шлюпку и, несмотря на сильное волнение, спасти ещё нескольких. Бергойн был в числе тех, кто оказался в воде, однако он не выжил. Бергойн не умел плавать, но вместе с двумя моряками держался за перевернутый баркас, пока не подошла шлюпка. По свидетельствам спасшихся, у командира была возможность подняться в шлюпку, но он не воспользовался ей несмотря на многочисленные призывы; о причинах такого поведения остались лишь догадки — во всяком случае, после того, как оба моряка покинули командира, его больше никто не видел.
Среди погибших было несколько родственников крупных политических и военных деятелей Британской империи, в том числе и сын Первого лорда адмиралтейства Хью Чайлдерса мичман Леонард Чайлдерс, переведённый на «Кэптен» незадолго до его последнего похода. Кольз тоже погиб, оставшись внутри броненосца. Гибель «Кэптена» стала одной из крупнейших катастроф на Королевском флоте в мирное время — погибли 483 человека. О масштабах этого инцидента говорит, например, то, что при опрокидывании броненосца погибло больше английских моряков, чем в Трафальгарском сражении. Однако точное количество погибших, по-видимому, осталось невыясненным, — например, изданная в Бристоле вскоре после катастрофы открытка со стихотворением в память об экипаже «Кэптена» упоминает 506 человек.

### Поиски «Кэптена» утром 7 сентября
Когда рассвело, 10 кораблей эскадры находились в видимости друг друга, хотя и были разбросаны штормом на большое расстояние. Но «Кэптена» не было, и Милн разослал корабли в разные стороны для поисков. Они прошли по 10-14 миль, но «Кэптена» не обнаружили.
Милн понял, что произошла катастрофа, и дал приказ эскадре развернуться строем фронта с интервалом между кораблями 3 кабельтова курсом на юго-восток для поисков. «Монарх» и «Лорд Уорден» натолкнулись на обломки, принадлежавшие «Кэптену». Вскоре доклад о найденных обломках (в том числе двух перевёрнутых шлюпках) и обнаруженном теле моряка поступил с присоединившегося к эскадре посыльного судна «Психея»Вначале командующий предполагал, что с погибшего броненосца не удалось спастись никому.

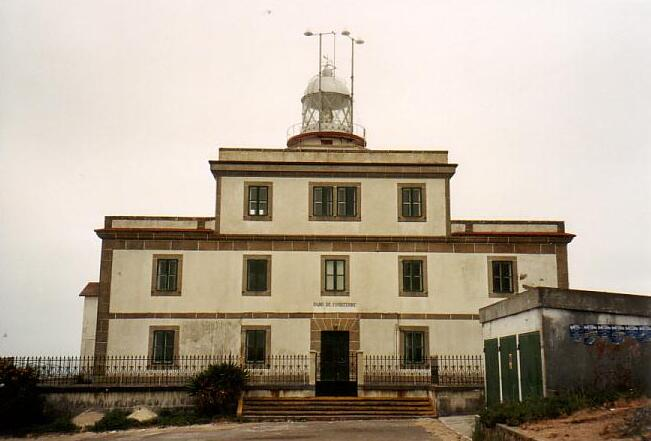
Маяк мыса Финистерре, с которого заметили шлюпку с затонувшего «Кэптена»

Тем временем шлюпка с 18 выжившими моряками была пригнана к берегу. Заметившие её работники маяка на мысе Финистерре подняли на маяке испанский флаг, чтобы показать, к берегу какого государства пристала шлюпка. Британцы некоторое время шли на шлюпке вдоль берега, разыскивая безопасное место, опасаясь, что при причаливании шлюпку может разбить о камни. Им помогли жители прибрежной деревни Конкорбио (исп. Concorbio), двое из которых вышли навстречу на лодке и показали, куда лучше пристать. Не без сложностей морякам удалось связаться с британским консулом, но одновременно с прибытием к ним консула подошла шлюпка с «Монарха», которая и доставила спасшихся на борт «Лорда Уордена».

## Расследование и выводы
Судебное разбирательство по поводу гибели «Кэптена» состоялось три недели спустя на борту старого деревянного линейного корабля «Дьюк оф Веллингтон» в гавани Портсмута. Были подробно опрошены как спасшиеся с броненосца моряки, так и офицеры с эскадры, специалисты фирмы-строителя и Эдвард Рид, уже ушедший к тому времени с поста главного конструктора флота.
Постановление суда гласило:
...«Кэптен» перевернулся... под давлением парусов, дополненным напором моря, а количество парусов, поставленных на нём во время гибели... было недостаточным, чтобы угрожать кораблю, обеспеченному надлежащим запасом остойчивости.
Суд... постановил, что «Кэптен» был построен с уступкой общественному мнению, выраженному в парламенте и другими способами, и в противоречии с мнением и точкой зрения Контролёра флота и его департамента, и что все свидетельства показывают, что они были в целом против его постройки.

Оказалось затем, что «Кэптен» был принят у строителей со значительным отклонением от первоначального проекта, с осадкой, превышенной на 2 фута... и с опасно уменьшившейся остойчивостью...
Однако винить было некого — Кольз погиб вместе с кораблём. Некоторые специалисты после гибели броненосца утверждали, что виной всему не слишком низкий борт корабля, и даже не столько его перегруженность, сколько неудачная форма корпуса, и, в особенности, нерациональное отношение длины к ширине — корабль был слишком узок, что обеспечивало более высокую скорость, но привело к опрокидыванию под давлением ветра на паруса. Так, один из британских офицеров писал, что «ни один нормальный человек даже и не помыслил бы назвать такую форму корпуса подходящей для парусного корабля». Другие указывают в первую очередь на строительную перегрузку.
Первый лорд адмиралтейства пытался, по словам историков, обвинять всех, кроме себя. В своём докладе он возложил вину на Кольза и фирму «Лэрдз», и в определённой степени на Контролёра флота, который дал добро на приёмку корабля. По итогам разбирательства никто не был наказан, но Контролёр флота, а затем и Чайлдерс ушли в отставку.
Историки утверждали, что катастрофа была «почти предсказана самим Адмиралтейством, а виноваты в ней были британская общественность и пресса, непрестанно настаивавшая на постройке корабля заведомо неудачного типа». После случая с «Кэптеном» британские, а за ними и все остальные кораблестроители полностью отказались от постройки низкобортных тяжёлых кораблей с полным парусным вооружением, и перестали полагаться на общественное мнение в таких вопросах.

## Память о погибших
Существует большое количество памятников как всему экипажу броненосца, так и отдельным его членам, кроме того — множество памятных знаков и мемориальных досок. Всего, по некоторым подсчётам, их около 1400, к наиболее значимым из них относятся памятная доска в лондонском Соборе св. Павла и витраж, посвященный катастрофе, в Вестминстерском аббатстве.